# Хомутов Іван Павлович
Іван Павлович Хомутов (рос. Иван Павлович Хомутов; 11 березня 1985, м. Саратов, СРСР) — російський хокеїст, центральний нападник.
Вихованець хокейної школи «Кристал» (Саратов). Виступав за «Елемаш» (Електросталь), «Лондон Найтс» (ОХЛ), «Олбані Рівер-Ретс» (АХЛ), «Лоуелл Девілс» (АХЛ), «Трентон Девілс» (ECHL), ЦСКА (Москва), «Автомобіліст» (Єкатеринбург), «Молот-Прикам'я» (Перм), «Кристал» (Саратов), «Лада» (Тольятті), «Компаньйон-Нафтогаз» (Київ), «Беркут» (Київ), «Дунауйварош».